# Domenico Balducci
Domenico Balducci, detto Memmo (Roma, 3 aprile 1930 – Roma, 16 ottobre 1981), è stato un criminale italiano noto come fiancheggiatore della banda della Magliana.

## Biografia

### Carriera criminale
Imprenditore e titolare di un negozio di elettrodomestici in Campo de' Fiori, (dove aveva esposto il cartello Qui si vendono soldi) era dedito principalmente al racket dell'usura e a reinvestire, inizialmente per conto dei Corleonesi di Pippo Calò (conosciuto durante una detenzione nel carcere dell'Ucciardone di Palermo) i capitali mafiosi provenienti da attività varie; nel 1977 divenne collaboratore della banda della Magliana, in qualità di investitore dei proventi della stessa.
Nel 1978 fu indagato dalla magistratura palermitana perché furono trovati alcuni assegni a lui riconducibili nelle tasche del cadavere del boss Giuseppe Di Cristina e perciò si diede alla latitanza. 
Secondo le indagini del PM Domenico Sica, mentre era latitante viaggiò in Italia e all'estero su aerei in dotazione al SISMI in compagnia di Francesco Pazienza (agente segreto e faccendiere).

### La morte
Nell'estate del 1981 compì l'errore che gli sarà fatale, e cioè quello di trattenere per sé una parte del denaro (150 milioni) destinato a Calò, proveniente dalla cosiddetta operazione Siracusa e che avrebbe dovuto garantire alla mafia enormi proventi da una gigantesca speculazione edilizia, firmando così la sua condanna a morte.
La sera del 16 ottobre 1981, mentre stava rincasando in motorino, giunto davanti al grande cancello della sua lussuosa villa situata in via di villa Pepoli, a San Saba, viene colpito a morte dai testaccini Danilo Abbruciati e Raffaele Pernasetti, mandati da Pippo Calò a regolare definitivamente il conto con Memmo er cravattaro.

## Il Cravattaro
La figura di Balducci ha ispirato il personaggio de Il Cravattaro nel libro Romanzo criminale, scritto nel 2002 da Giancarlo De Cataldo e riferito alle vicende realmente avvenute della Banda della Magliana.